# Scopula reaumuraria
Scopula reaumuraria là một loài bướm đêm trong họ Geometridae.

## Hình ảnh

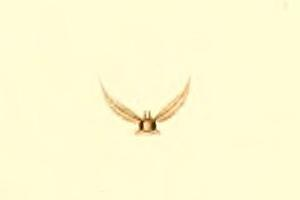